# Protium sagotianum
Protium sagotianum är en tvåhjärtbladig växtart som beskrevs av March.. Protium sagotianum ingår i släktet Protium och familjen Burseraceae. Inga underarter finns listade i Catalogue of Life.